# Родники (Харьковская область)
Родники (укр. Родники), село,
Революционный сельский совет,
Волчанский район,
Харьковская область.
Село ликвидировано в 1991 году.

## Географическое положение
Село Родники находится на левом берегу реки Польная, возле села проходит балка Волчий Яр. По балке протекает ручей на котором сделана большая запруда (~20 га), местность вокруг села сильно заболочена, ниже по течению примыкает село Сосновый Бор, на противоположном берегу село Украинское.

## История
- 1991 — село снято с учета в связи с переселением жителей.[1]